# Éparchie d'Arkhangelsk

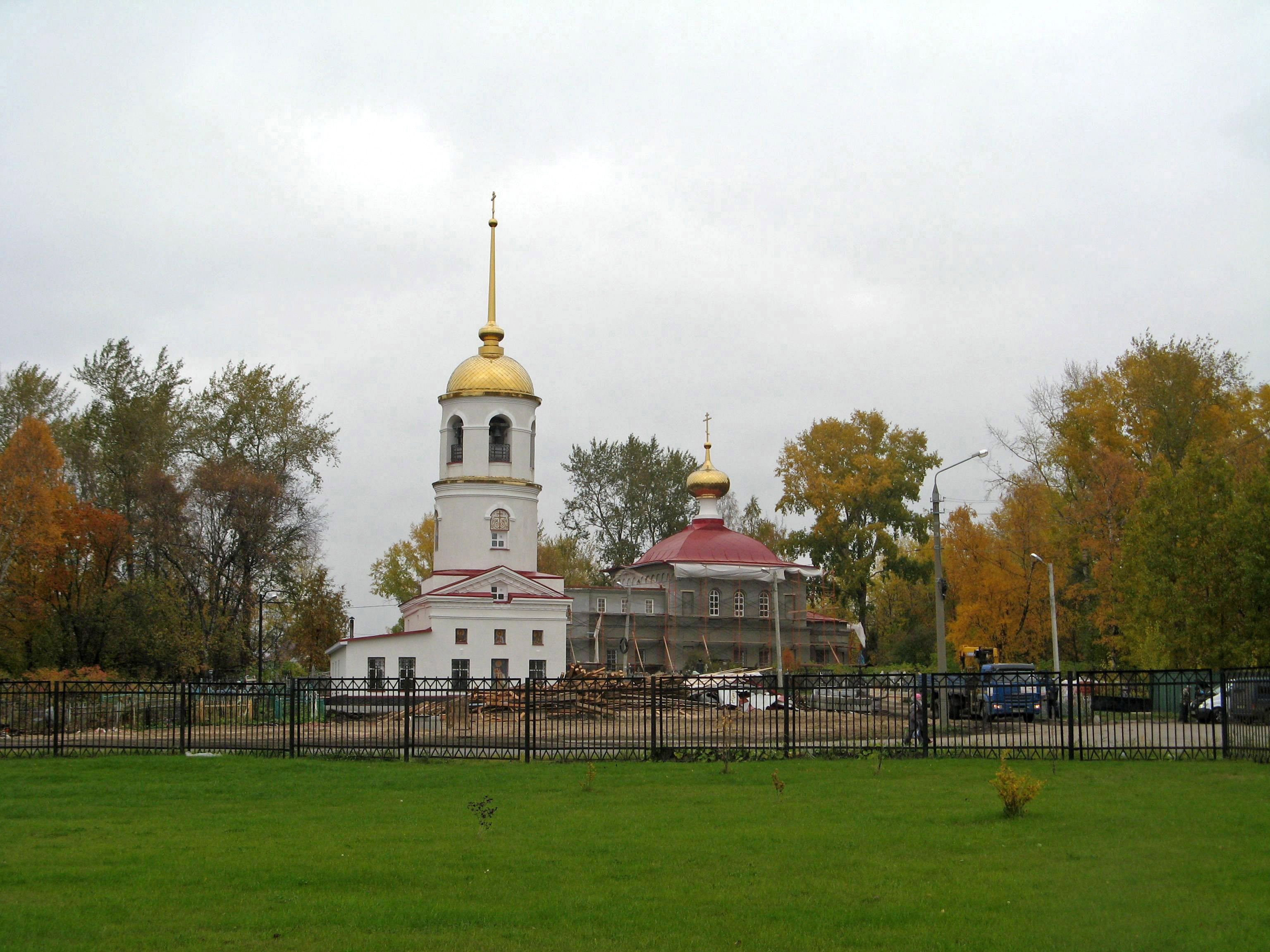
Cathédrale métropolitaine Saint-Élie d'Arkhanguelsk.

L'éparchie d'Arkhanguelsk (ou Arkhangelsk), en russe : Арха́нгельская епа́рхия, est une éparchie (diocèse) de l'Église orthodoxe russe située en Russie. Elle appartient au siège métropolitain d'Arkhanguelsk.
Son archevêque actuel est le métropolite Corneille (Siniaïev) depuis le 30 septembre 2019.

## Histoire

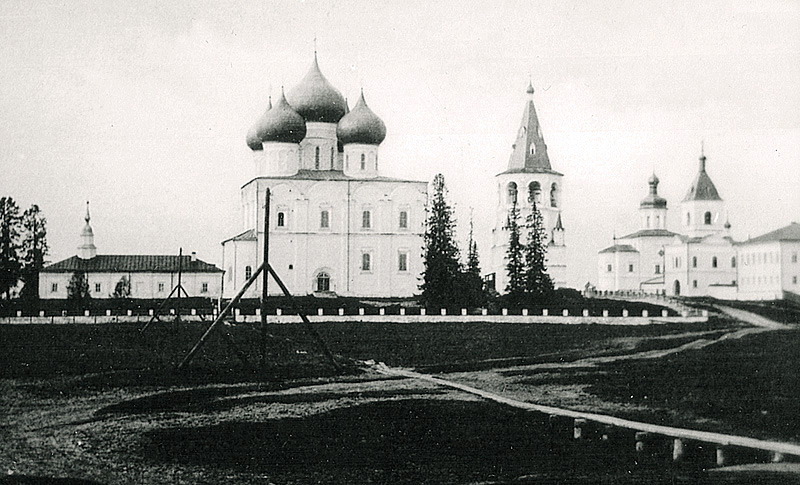
Ancienne cathédrale de la Transfiguration-du-Sauveur de l'éparchie de Kholmogory.

Le diocèse (éparchie) de Kholmogory et Vajsk a été érigé en 1682.  Il comprenait la partie nord-est du territoire de la métropole de Novgorod, les villes de Kholmogory et Arkhanguelsk avec les districts (ouïezds) de Kevrola, Mezen, Kola, Poustozersk, Vaga, avec les volosts d'Oustianovskaïa, le monastère de Solovetski.
La cathédrale de la Transfiguration-du-Sauveur (Kholmogory) (1682-1762) eut pour premier évêque Athanase de Kholmogory (mars 1682-septembre 1702). En 1732, l'éparchie prend le nom d'éparchie d'Arkhanguelsk et de Kholmogory. Le siège de l'éparchie est transféré à Arkhanguelsk en 1762 (devenue siège du gouvernement du même nom depuis 1708). La persécution antireligieuse commence en 1918. Nombre de prêtres et fidèles sont envoyés au Goulag, fusillés, emprisonnés, envoyés en relégation ou privés de leurs droits civiques. Les monastères sont dispersés et les églises détruites ou transformées en dépôts, clubs ruraux, etc, avec un pic de persécution dans les années 1937-1938.
Sous la période khrouchtchévienne, des campagnes antireligieuses redoublent d'intensité. L'archevêque Nicandre interdit sous la pression du conseil plénier des affaires religieuses de faire sonner les cloches dans les églises subsistantes à partir du 6 mars 1961 (circulaire n° 198). Cette interdiction demeure en vigueur pendant vingt ans.
Dans les années 1980, le clergé de l'éparchie est presque entièrement constitué de clercs venus d'Ukraine occidentale (34 sur 43 en 1989 par exemple). La Russie normalise ses relations avec les religions à partir de l'année 1990.
Le 6 octobre 1995, l'éparchie donne des territoires pour la nouvelle éparchie de Syktyvkar et le 27 décembre suivant pour l'éparchie de Mourmansk. Après quoi, elle prend le nom d'éparchie d'Arkhanguelsk et Kholmogory.
Le 27 décembre 2011, elle donne des territoires pour la nouvelle éparchie de Kotlas et celle de Narian-Mar qui entrent sous la métropolie d'Arkhanguelsk. Depuis le 28 décembre 2011, l'éparchie prend simplement le nom d'éparchie d'Arkhanguelsk. Le 9 mars 2017, Arkhanguelsk donne encore des territoires pour la nouvelle éparchie de Plessetsk .
Cent quarante paroisses sont enregistrées auprès du ministère de la justice de la fédération de Russie. Il y a 127 clercs, dont 113 prêtres et 14 diacres en 2020.

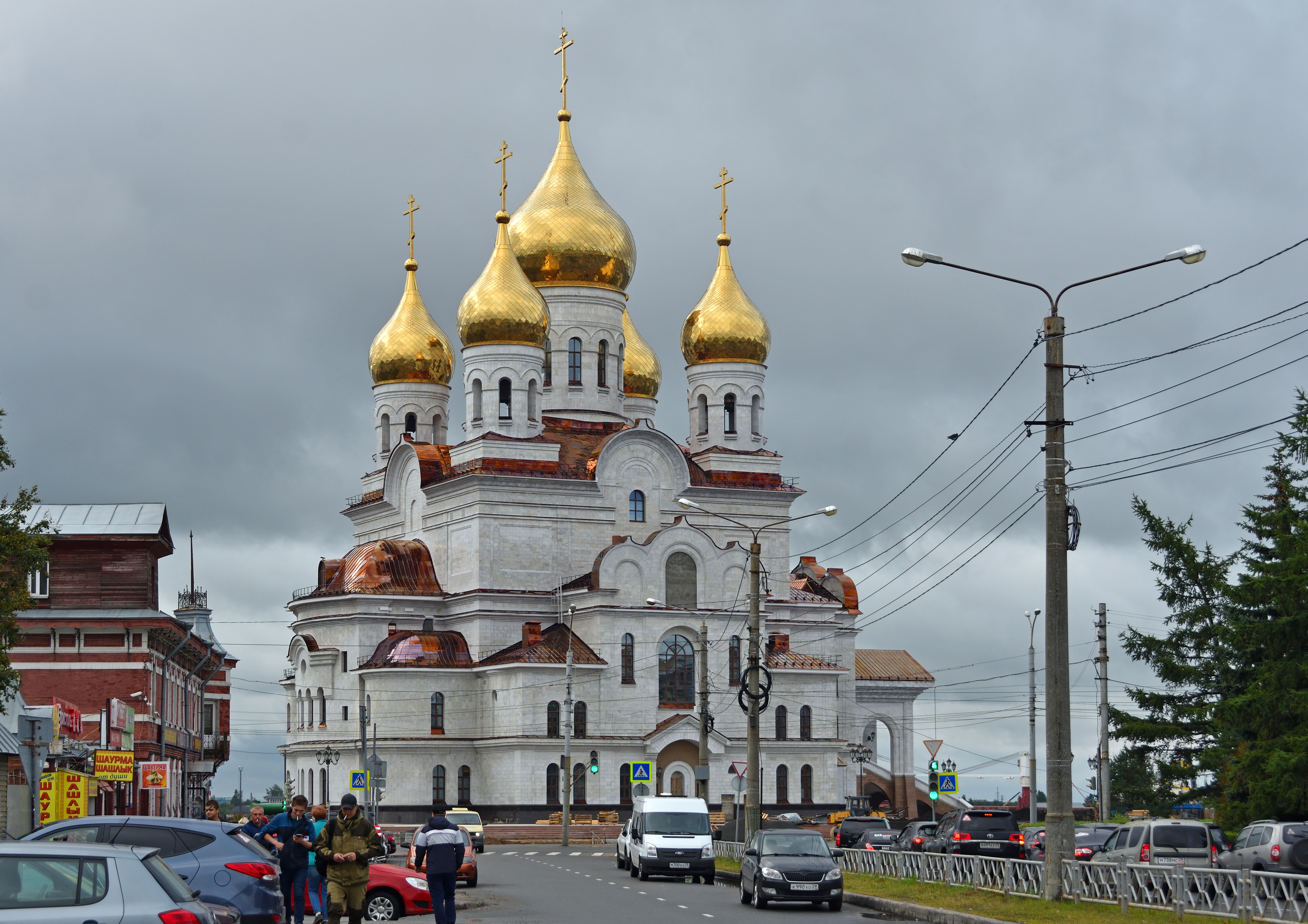
La cathédrale Saint-Michel-Archange en construction.

La future cathédrale diocésaine Saint-Michel-Archange est construite à partir de 2019. Elle devrait être terminée fin 2022 début 2023.

### Doyennés
1. Doyenné d'Arkhanguelsk (ville d'Arkhanguelsk) 19 paroisses
2. Doyenné de Severodvinsk (Severodvinsk) 6 paroisses
3. Doyenné de Kotlas (raïon de Kotlas, raïon de la Léna, raïon de Vilegodsk) 15 paroisses
4. Doyenné du Nord-Ouest (raïons de Lekouchkonskoïe, Mezen, Primorié) 19 paroisses
5. Doyenné de Velsk (raïons de Velsk, Chenkoursk,  Oustianskaïa, Konocha) 20 paroisses
6. Doyenné de Niandoma (raïon de Niandoma)  6 paroisses
7. Doyenné de Kargopol (raïon de Kargopol) 17 paroisses
8. Doyenné de Plessetsk (raïon de Plessetsk) 13 paroisses
9. Doyenné de Mirny (ville fermée de Mirny)
10. Doyenné de Krasnoborsk (raïons de Krasnoborsk et Verkhniaïa Toïma) 3 paroisses
11. Doyenné des Nenets (Nénétsie) 3 paroisses
12. Doyenné d'Onega (ville d'Onega) 1 paroisse
13. Doyenné de Kholmogory (raïon de Kholmogory) 6 paroisses
14. Doyenné de Pinega (raïon de Pinega) 7 paroisses
15. Doyenné de Vinogradov (raïon Vinogradov) 4 paroisses.

### Monastères de la métropolie

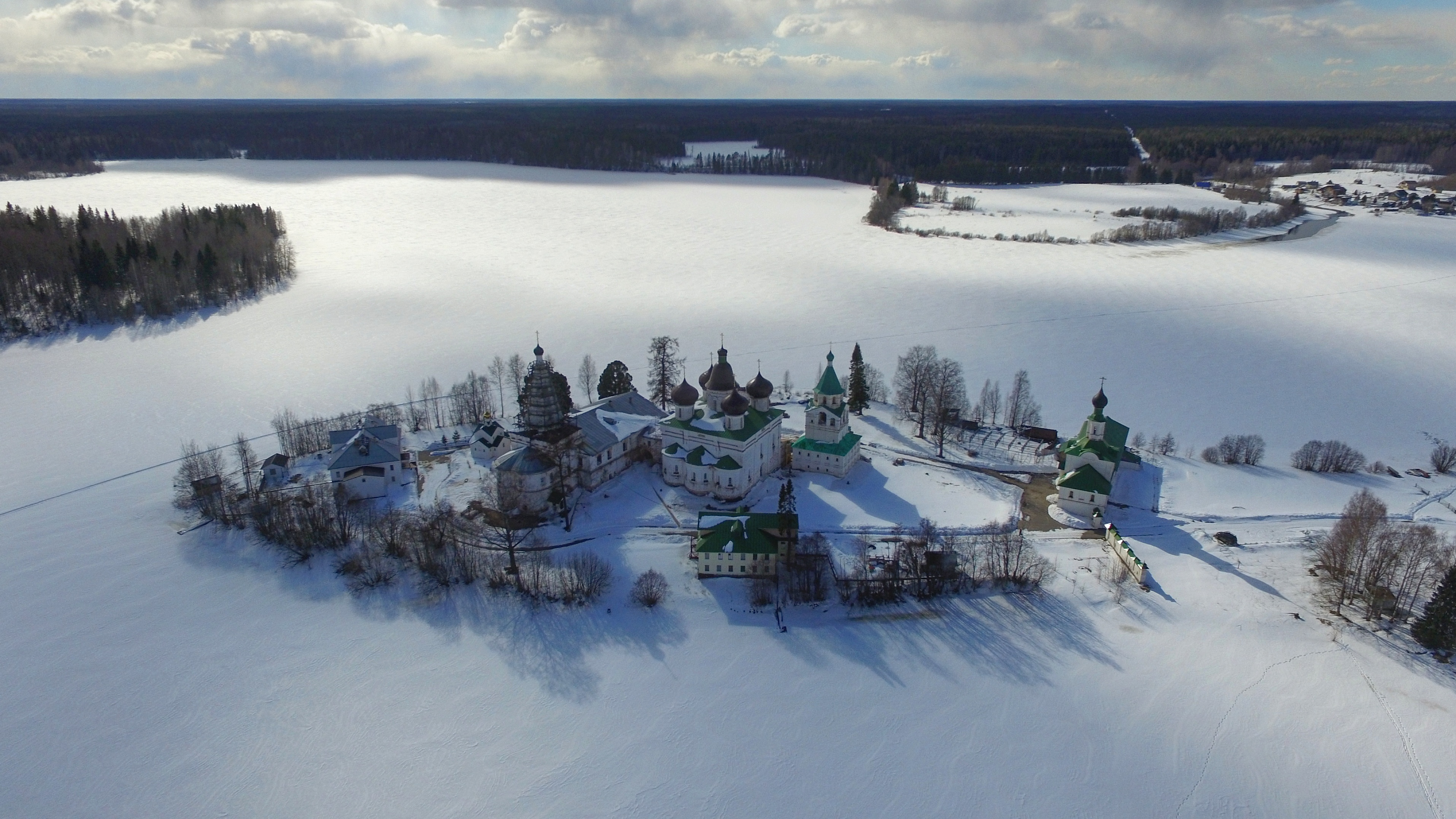
Monastère Saint-Antoine-de-Siya.

- Monastère de la Dormition Alexandre Ochevenski (Pogost, raïon de Kargopol), hommes (éparchie de Plessetsk)
- Monastère Saint-Antoine-de-Siya (raïon de Kholmogory), hommes (éparchie d'Arkhangelsk)
- Monastère de Verkola (raïon de Pinega), hommes (éparchie d'Arkhangelsk)
- Monastère de Kojozero (raïon d'Onega), hommes (éparchie de Plessetsk)
- Monastère Saint-Jean-l'Évangéliste d'Erchovka (raïon de Primorié), femmes (éparchie d'Arkhangelsk)
- Monastère Saint-Jean-l'Évangéliste de Soura (raïon de Pinega), femmes (éparchie d'Arkhangelsk).

Le fameux monastère Solovietski (qui bénéficie de la stavropégie) se trouve dans les limites de l'éparchie.